# Discopus
Discopus es un género de escarabajos longicornios de la tribu Acanthoderini.

## Especies
- Discopus antennatus (Guérin-Méneville, 1855)
- Discopus buckleyi Bates, 1880
- Discopus comes Bates, 1880
- Discopus eques Bates, 1880
- Discopus patricius Bates, 1880
- Discopus princeps Bates, 1880
- Discopus spectabilis (Bates, 1861)